# 가나메촌 (가나가와현)
가나메촌(일본어: 金目村)은 일본 가나가와현 나카군에 있던 촌이다. 현재의 히라쓰카시 서북부에 해당한다. 1957년 10월 1일에 히라쓰카시에 편입합병되었다.

## 역사
- 1889년 4월 1일 - 정촌제 시행에 의해 오스미군 가나메촌이 성립하였다.
- 1896년 3월 26일 - 오스미군과 유루기군이 합병해 나카군 가나메촌이 되었다.
- 1957년 10월 1일 - 히라쓰카시에 편입되어, 동일 가나메촌은 폐지되었다.

## 참고 문헌
- 角川日本地名大辞典編纂委員会,『角川日本地名大辞典 神奈川県』1984, 角川書店